# Cronometria mental
Cronometria mental é o estudo do tempo de reação (TR; também conhecido como "tempo de resposta") em tarefas motoras perceptivas para inferir o conteúdo, a duração e o sequenciamento temporal das operações mentais. A cronometria mental é um dos paradigmas metodológicos centrais da psicologia experimental e cognitiva humana, mas também é comumente analisada em psicofisiologia, neurociência cognitiva e neurociência comportamental para ajudar a elucidar os mecanismos biológicos subjacentes à percepção, atenção e tomada de decisão entre espécies.
A cronometria mental utiliza medidas do tempo decorrido entre o início dos estímulos sensoriais e as respostas comportamentais subsequentes. É considerado um índice de velocidade e eficiência de processamento, indicando a rapidez com que um indivíduo pode executar operações mentais relevantes à tarefa. As respostas comportamentais são normalmente pressionadas com os botões, mas movimentos oculares, respostas vocais e outros comportamentos observáveis podem ser usados. O TR é limitado pela velocidade de transmissão do sinal na substância branca, bem como pela eficiência de processamento da substância cinza neocortical. Conclusões sobre o processamento de informações extraídas do TR são frequentemente feitas considerando o projeto experimental da tarefa, as limitações na tecnologia de medição e a modelagem matemática.

## Tipos
Tempo de reação ("TR") é o tempo decorrido entre uma pessoa que está sendo apresentada com um estímulo e a pessoa que inicia uma resposta motora ao estímulo. Geralmente é da ordem de 200 ms. Os processos que ocorrem durante esse breve período permitem ao cérebro perceber o ambiente circundante, identificar um objeto de interesse, decidir uma ação em resposta ao objeto e emitir um comando motor para executar o movimento. Esses processos abrangem os domínios da percepção e do movimento e envolvem tomada de decisão perceptiva e planejamento motor.
Existem vários paradigmas comumente usados para medir o TR:
- TR simples é o movimento necessário para um observador responder à presença de um estímulo. Por exemplo, um sujeito pode ser solicitado a pressionar um botão assim que uma luz ou som aparecer. O TR médio para indivíduos em idade universitária é de cerca de 160 milissegundos para detectar um estímulo auditivo e aproximadamente 190 milissegundos para detectar estímulos visuais.[5][6] As TRs médias para velocistas nas Olimpíadas de Pequim foram de 166 ms para homens e 189 ms para mulheres, mas em uma em cada 1.000 partidas elas podem atingir 109 ms e 121 ms, respectivamente.[7] Este estudo também concluiu que os TRs femininos mais longos podem ser um artefato do método de medição usado, sugerindo que o sistema do sensor do bloco de partida pode ignorar um falso-arranque feminino devido à pressão insuficiente nas pastilhas. Os autores sugeriram que compensar esse limiar melhoraria a precisão da detecção de arranque falso com corredores do sexo feminino.
- As tarefas de reconhecimento ou TR de go / no-go exigem que o sujeito pressione um botão quando um tipo de estímulo aparecer e retenha uma resposta quando outro tipo de estímulo aparecer. Por exemplo, o sujeito pode ter que pressionar o botão quando uma luz verde aparecer e não responder quando uma luz azul aparecer.
- As tarefas de tempo de reação de escolha (TRC) requerem respostas distintas para cada classe possível de estímulo. Por exemplo, pode ser solicitado que o sujeito pressione um botão se uma luz vermelha aparecer e um botão diferente se uma luz amarela aparecer. A caixa de Jensen é um exemplo de um instrumento projetado para medir o TR de escolha.
- A discriminação TR envolve a comparação de pares de exibições visuais apresentadas simultaneamente e, em seguida, pressionando um dos dois botões, de acordo com a qual a exibição parece mais brilhante, mais longa, mais pesada ou maior em magnitude em alguma dimensão de interesse.

Devido a lapsos de atenção momentâneos, há uma quantidade considerável de variabilidade no tempo de resposta de um indivíduo, o que não tende a seguir uma distribuição normal (gaussiana). Para controlar isso, os pesquisadores normalmente exigem que um sujeito realize vários ensaios, a partir dos quais uma medida do tempo de resposta "típico" ou da linha de base pode ser calculada. Tomar a média do tempo de resposta bruto raramente é um método eficaz para caracterizar o tempo de resposta típico, e abordagens alternativas (como modelar toda a distribuição do tempo de resposta) costumam ser mais apropriadas.

## Evolução da metodologia

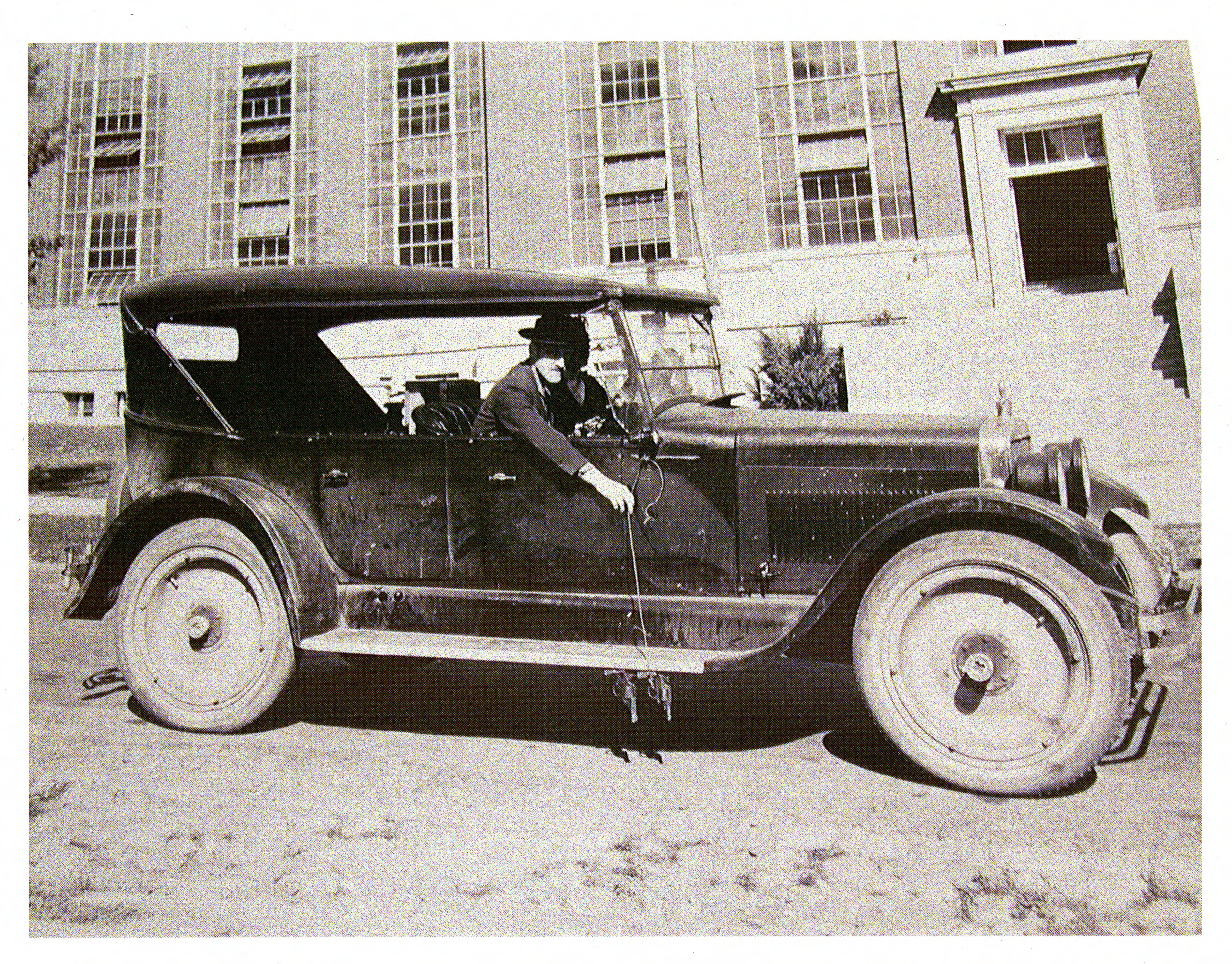
Carro equipado com duas pistolas para medir o tempo de reação do motorista. As pistolas disparam quando o pedal do freio é pressionado

### Galton e psicologia diferencial
Sir Francis Galton é tipicamente creditado como o fundador da psicologia diferencial, que procura determinar e explicar as diferenças mentais entre os indivíduos. Ele foi o primeiro a usar testes rigorosos de TR com a intenção expressa de determinar médias e faixas de diferenças individuais nas características mentais e comportamentais em humanos. Galton levantou a hipótese de que as diferenças na inteligência seriam refletidas na variação da discriminação sensorial e na velocidade de resposta aos estímulos, e ele construiu várias máquinas para testar diferentes medidas disso, incluindo o TR para estímulos visuais e auditivos. Seus testes envolveram uma seleção de mais de 10.000 homens, mulheres e crianças do público de Londres.

### Experiência de Donders
O primeiro cientista a medir o TR no laboratório foi Franciscus Donders (1869). Donders descobriu que o TR simples é mais curto que o TR de reconhecimento e que o TR escolhido é maior que ambos.
Donders também criou um método de subtração para analisar o tempo que levava para as operações mentais ocorrerem. Subtraindo TR simples da opção TR, por exemplo, é possível calcular quanto tempo é necessário para fazer a conexão.
Esse método fornece uma maneira de investigar os processos cognitivos subjacentes a tarefas simples perceptivas-motoras e formou a base dos desenvolvimentos subsequentes.
Embora o trabalho de Donders tenha aberto o caminho para futuras pesquisas em testes de cronometria mental, não foi isento de desvantagens. Seu método de inserção, geralmente chamado de "inserção pura", baseava-se no pressuposto de que a inserção de um requisito de complicação específico em um paradigma de TR não afetaria os outros componentes do teste. Essa suposição — que o efeito incremental no TR foi estritamente aditivo — não foi capaz de suportar testes experimentais posteriores, o que mostrou que as inserções eram capazes de interagir com outras partes do paradigma do TR. Apesar disso, as teorias de Donders ainda são interessantes e suas ideias ainda são usadas em certas áreas da psicologia, que agora têm as ferramentas estatísticas para usá-las com mais precisão.

### Lei de Hick
W. E. Hick (1952) desenvolveu um experimento de TRC que apresentou uma série de nove testes nos quais existem n opções igualmente possíveis. O experimento mediu o TR do sujeito com base no número de opções possíveis durante qualquer teste. Hick mostrou que o TR do indivíduo aumentou em uma quantidade constante em função das opções disponíveis, ou da "incerteza" envolvida na qual o estímulo da reação apareceria a seguir. A incerteza é medida em "bits", que são definidos como a quantidade de informação que reduz pela metade a incerteza na teoria da informação . No experimento de Hick, o TR é considerado uma função do logaritmo binário do número de opções disponíveis (n). Esse fenômeno é chamado de "lei de Hick" e é considerado uma medida da "taxa de ganho de informação". A lei é geralmente expressa pela fórmula {\displaystyle TR=a+b\log _{2}(n+1)}, Onde {\displaystyle a} e {\displaystyle b} são constantes que representam a interceptação e a inclinação da função e {\displaystyle n} é o número de alternativas. A caixa de Jensen é uma aplicação mais recente da lei de Hick. A lei de Hick tem aplicações modernas interessantes em marketing, onde menus de restaurantes e interfaces da web (entre outras coisas) aproveitam seus princípios na tentativa de obter velocidade e facilidade de uso para o consumidor.

### Tarefa de varredura de memória de Sternberg
Saul Sternberg (1966) inventou um experimento em que os sujeitos foram instruídos a se lembrar de um conjunto de dígitos únicos na memória de curto prazo. Os indivíduos receberam um estímulo da sonda na forma de um dígito de 0 a 9. O sujeito então respondeu o mais rápido possível, independentemente de a sonda estar no conjunto de dígitos anterior ou não. O tamanho do conjunto inicial de dígitos determinou a RT do assunto. A ideia é que, à medida que o tamanho do conjunto de dígitos aumenta, aumenta também o número de processos que precisam ser concluídos antes que uma decisão possa ser tomada. Portanto, se o sujeito tiver 4 itens na memória de curto prazo (STM), depois de codificar as informações do estímulo da sonda, o sujeito precisará comparar a sonda com cada um dos 4 itens na memória e tomar uma decisão. Se houvesse apenas 2 itens no conjunto inicial de dígitos, seriam necessários apenas 2 processos. Os dados deste estudo descobriram que, para cada item adicional adicionado ao conjunto de dígitos, foram adicionados cerca de 38 milissegundos ao tempo de resposta do sujeito. Isso apoiou a ideia de que um sujeito fez uma pesquisa exaustiva em série através da memória, em vez de uma pesquisa em série auto-terminante. Sternberg (1969) desenvolveu um método muito aprimorado para dividir a RT em estágios sucessivos ou seriais, chamado método do fator aditivo.

### Tarefa de rotação mental de Shepard e Metzler
Shepard e Metzler (1971) apresentaram um par de formas tridimensionais que eram idênticas ou versões espelhadas uma da outra. A TR para determinar se eram idênticas ou não era uma função linear da diferença angular entre sua orientação, seja no plano da imagem ou em profundidade. Eles concluíram que os observadores realizavam uma rotação mental de taxa constante para alinhar os dois objetos para que pudessem ser comparados. Cooper e Shepard (1973) apresentaram uma letra ou um dígito que era normal ou invertido no espelho, e na vertical ou em ângulos de rotação em unidades de 60 graus. O sujeito teve que identificar se o estímulo era normal ou invertido no espelho. O tempo de resposta aumentou aproximadamente linearmente à medida que a orientação da letra se desvia da vertical (0 graus) para invertida (180 graus) e depois diminui novamente até atingir 360 graus. Os autores concluíram que os sujeitos rotacionam mentalmente a imagem a menor distância para a vertical e depois julgam se ela é normal ou invertida no espelho.

### Verificação de imagem de sentença
A cronometria mental tem sido usada na identificação de alguns dos processos associados à compreensão de uma sentença. Esse tipo de pesquisa geralmente gira em torno das diferenças no processamento de quatro tipos de sentenças: afirmativa verdadeira (AT), afirmativa falsa (FA), negativa negativa (FN) e negativa verdadeira (TN). Uma imagem pode ser apresentada com uma frase associada que se enquadra em uma dessas 4 categorias. O sujeito decide se a frase corresponde à imagem ou não. O tipo de sentença determina quantos processos precisam ser executados antes que uma decisão possa ser tomada. Segundo os dados de Clark e Chase (1972) e Just e Carpenter (1971), as sentenças de AT são as mais simples e demoram menos tempo do que as sentenças de FA, FN e TN.

### Modelos de memória
Os modelos de rede hierárquica de memória foram amplamente descartados devido a alguns achados relacionados à cronometria mental. O modelo de CPT proposto por Collins e Quillian (1969) tinha uma estrutura hierárquica indicando que a velocidade de recuperação na memória deveria basear-se no número de níveis de memória percorridos para encontrar as informações necessárias. Mas os resultados experimentais não concordaram. Por exemplo, um sujeito responderá com segurança que um robin é um pássaro mais rapidamente do que responderá que um avestruz é um pássaro, apesar dessas perguntas acessarem os mesmos dois níveis na memória. Isso levou ao desenvolvimento de espalhar modelos de ativação de memória (por exemplo, Collins e Loftus, 1975), em que os links na memória não são organizados hierarquicamente, mas por importância.

### Estudos de correspondência de cartas de Posner
Michael Posner (1978) usou uma série de estudos de correspondência de letras para medir o tempo de processamento mental de várias tarefas associadas ao reconhecimento de um par de letras. A tarefa mais simples foi a tarefa de correspondência física, na qual os sujeitos receberam um par de letras e tiveram que identificar se as duas letras eram fisicamente idênticas ou não. A próxima tarefa era a tarefa de correspondência de nomes, em que os sujeitos tinham que identificar se duas letras tinham o mesmo nome. A tarefa que envolvia os processos mais cognitivos era a tarefa de correspondência de regras, na qual os sujeitos tinham que determinar se as duas letras apresentadas eram vogais ou não.
A tarefa de correspondência física foi a mais simples; os sujeitos tinham que codificar as letras, compará-las entre si e tomar uma decisão. Ao realizar a tarefa de correspondência de nomes, os sujeitos foram forçados a adicionar uma etapa cognitiva antes de tomar uma decisão: eles tinham que procurar na memória os nomes das letras e depois compará-los antes de decidir. Na tarefa baseada em regras, eles também tiveram que categorizar as letras como vogais ou consoantes antes de fazer sua escolha. O tempo gasto para executar a tarefa de correspondência de regras foi maior que o nome que foi maior que a tarefa de correspondência física. Usando o método de subtração, os pesquisadores conseguiram determinar a quantidade aproximada de tempo que os indivíduos levaram para executar cada um dos processos cognitivos associados a cada uma dessas tarefas.

## Desenvolvimento cognitivo
Há uma extensa pesquisa recente usando cronometria mental para o estudo do desenvolvimento cognitivo. Especificamente, várias medidas de velocidade de processamento foram usadas para examinar mudanças na velocidade de processamento de informações em função da idade. Kail (1991) mostrou que a velocidade do processamento aumenta exponencialmente da primeira infância à primeira idade adulta. Estudos de TRs em crianças pequenas de várias idades são consistentes com observações comuns de crianças envolvidas em atividades não tipicamente associadas à cronometria. Isso inclui velocidade de contagem, busca de coisas, repetição de palavras e outras habilidades vocais e motoras que se desenvolvem rapidamente em crianças em crescimento. Depois de atingir a maturidade precoce, há um longo período de estabilidade até que a velocidade do processamento comece a diminuir da meia-idade para a senilidade (Salthouse, 2000). De facto, retardamento cognitivo é considerado um bom índice de mudanças mais amplas no funcionamento do cérebro e inteligência. Demetriou e colegas, usando vários métodos para medir a velocidade do processamento, mostraram que está intimamente associado a alterações na memória de trabalho e no pensamento (Demetriou, Mouyi & Spanoudis, 2009). Essas relações são amplamente discutidas nas teorias neo-piagetianas do desenvolvimento cognitivo.
Durante a senescência, a TR se deteriora (assim como a inteligência fluida), e essa deterioração é sistematicamente associada a alterações em muitos outros processos cognitivos, como funções executivas, memória de trabalho e processos inferenciais. Na teoria de Andreas Demetriou, uma das teorias neo-piagetianas do desenvolvimento cognitivo, a mudança na velocidade do processamento com a idade, conforme indicado pela diminuição da TR, é um dos fatores centrais do desenvolvimento cognitivo.

## Habilidade cognitiva
Os pesquisadores relataram correlações de tamanho médio entre TR e medidas de inteligência: Existe, portanto, uma tendência para indivíduos com QI mais alto serem mais rápidos nos testes de TR.
A pesquisa desse vínculo entre velocidade mental e inteligência geral (talvez proposta inicialmente por Charles Spearman) foi popularizada novamente por Arthur Jensen, e o "Aparelho de reação de escolha" associado ao seu nome se tornou uma ferramenta padrão comum na pesquisa em TR-QI.
A força da associação TR-QI é um assunto de pesquisa. Vários estudos relataram associação entre TR simples e inteligência em torno de (r=-.31), com tendência a associações maiores entre TR de escolha e inteligência (r= –.49). Grande parte do interesse teórico em TR foi motivado pela Lei de Hick, relacionando a inclinação do aumento de TR à complexidade da decisão necessária (medida em unidades de incerteza popularizadas por Claude Shannon como base da teoria da informação). Isso prometeu vincular a inteligência diretamente à resolução de informações, mesmo em tarefas de informações muito básicas. Existe algum suporte para uma ligação entre a inclinação da curva RT e a inteligência, desde que o tempo de reação seja rigidamente controlado.
Verificou-se que os desvios padrão dos TRs estão mais fortemente correlacionados com as medidas de inteligência geral (g) do que os TRs médios. Os TRs de indivíduos de baixa g são mais espalhado do que aqueles de alto g indivíduos.
A causa do relacionamento não é clara. Pode refletir um processamento de informações mais eficiente, um melhor controle atencional ou a integridade dos processos neuronais.

## Aplicação em psicologia biológica/neurociência cognitiva
Com o advento das técnicas funcionais de neuroimagem do PET e da ressonância magnética, os psicólogos começaram a modificar seus paradigmas de cronometria mental para imagens funcionais (Posner, 2005). Embora os psicólogos (fisioterapeutas) usem medições eletroencefalográficas há décadas, as imagens obtidas com o PET atraíram grande interesse de outros ramos da neurociência, popularizando a cronometria mental entre uma ampla gama de cientistas nos últimos anos. A maneira como a cronometria mental é utilizada é executando tarefas baseadas em TR que mostram através da neuroimagem as partes do cérebro envolvidas no processo cognitivo.
Com a invenção da ressonância magnética funcional (fMRI), técnicas foram usadas para medir a atividade através de potenciais relacionados a eventos elétricos em um estudo em que os indivíduos foram solicitados a identificar se um dígito apresentado estava acima ou abaixo de cinco. De acordo com a teoria aditiva de Sternberg, cada um dos estágios envolvidos na execução dessa tarefa inclui: codificação, comparação com a representação armazenada para cinco, seleção de uma resposta e verificação de erros na resposta. A imagem da ressonância magnética apresenta os locais específicos em que esses estágios estão ocorrendo no cérebro durante a execução dessa tarefa simples de cronometria mental.
Na década de 1980, experimentos de neuroimagem permitiram aos pesquisadores detectar a atividade em áreas cerebrais localizadas injetando radionuclídeos e usando tomografia por emissão de pósitrons (PET) para detectá-los. Além disso, foi utilizada a fMRI que detectou as áreas cerebrais precisas ativas durante as tarefas de cronometria mental. Muitos estudos mostraram que há um pequeno número de áreas cerebrais amplamente difundidas envolvidas na realização dessas tarefas cognitivas.
As revisões médicas atuais indicam que a sinalização pelas vias da dopamina originada na área tegmentar ventral está fortemente correlacionada positivamente com a melhora (redução) da TR; por exemplo, produtos farmacêuticos dopaminérgicos como anfetamina demonstraram agilizar as respostas durante o intervalo de tempo, enquanto antagonistas da dopamina (especificamente, para receptores do tipo D2) produzem o efeito oposto. Da mesma forma, a perda de dopamina do estriado relacionada à idade, medida pela imagem SPECT do transportador de dopamina, correlaciona-se fortemente com a RT lenta.